# Nefer (Hofzwerg)
Nefer ist der altägyptische Name eines  Mitglieds des königlichen Hofstaates, der während der Regierungszeit des Königs (Pharao) Semerchet (1. Dynastie) lebte.

## Belege
Nefers Name erscheint auf einer stark beschädigten Grabstele zusammen mit dem Determinativ eines Kleinwüchsigen. Er wird deshalb als Tanzzwerg oder Hofzwerg angesehen. Er trägt allerdings keine Titel. Die Stele selbst besteht aus Kalkstein und ist aus zwei Teilen zusammengesetzt. Sie ist 45 cm hoch und 24 cm breit. Sie befindet sich heute im British Museum unter der Inventar-Nummer 35018.

## Zur Person
Über Nefers Leben ist nichts bekannt, jedoch wird allgemein angenommen, dass er, für diese Epoche üblich, als Tanzzwerg bei Hofe gehalten wurde. Kleinwüchsige galten in der Frühzeit als Statussymbol, konnten aber auch beruflich wie amtlich aufsteigen. Dies würde erklären, warum Nefer ein Nebengrab direkt am Grab des Königs zugestanden wurde. Es überwiegt die Zahl männlicher Kleinwüchsiger, Frauen sind seltener belegt.

## Grab
Nefer wurde nach seinem Tod in einem Nebengrab in der Nekropole des Königs Semerchet (Tomb U) in Abydos bestattet. Bis zum Beginn der 2. Dynastie war es altägyptische Tradition, dass ein Teil der Angehörigen des Königshauses dem Herrscher in den Tod folgen musste.